# Kup Maršala Tita 1988-1989
La Kup Maršala Tita 1988-1989 fu la 41ª edizione della Coppa di Jugoslavia. Un totale di 5523 squadre provenienti da tutte le repubbliche e province parteciparono alla competizione: 960 dalla Bosnia Erzegovina, 58 dal Montenegro, 1504 dalla Croazia, 324 dalla Macedonia, 242 dalla Slovenia, 1771 dalla Serbia, 192 dal Kosovo e 472 dalla Voivodina.
Il detentore era il Borac Banja Luka, unica squadra di seconda divisione a riuscire nella conquista del trofeo. Ma il club non poté difendere il titolo poiché non passò le qualificazioni (solo le squadre di prima divisione ne erano esentate): delle 960 squadre della Bosnia Erzegovina uscirono vincenti Rudar Ljubija e Borac Travnik.
Il trofeo fu vinto dal Partizan (che sconfisse in finale il Velež Mostar), al suo quinto titolo, il primo dopo 32 anni. Il trofeo venne consegnato al Partizan dal presidente del "Consiglio federale della gioventù socialista di Jugoslavia" Branko Greganović.
La Vojvodina, vincitrice del campionato, uscì ai quarti di finale per mano di una squadra di terza divisione, il Rudar Ljubija.

## Qualificazioni
```
Questa una partita di qualificazione della Coppa di 
Voivodina
[
5
]

Spartak Subotica - Proleter Zrenjanin 3-1
```

## Squadre qualificate
Le 18 partecipanti della Prva Liga 1987-1988 sono qualificate di diritto. Le altre 14 squadre (in giallo) sono passate attraverso le qualificazioni.

### Calendario
| Turno                | Gare           | Date                           | Numero gare | Riduzione squadre |
| -------------------- | -------------- | ------------------------------ | ----------- | ----------------- |
| Sedicesimi di finale | Gara unica     | 3 agosto 1988                  | 16          | 32 → 16           |
| Ottavi di finale     | Andata/Ritorno | 17 e 31 agosto 1988            | 16          | 16 → 8            |
| Quarti di finale     | Andata/Ritorno | 30 novembre e 21 dicembre 1988 | 8           | 8 → 4             |
| Semifinali           | Andata/Ritorno | 8 e 23 marzo 1989              | 4           | 4 → 2             |
| Finale               | Gara unica     | 10 maggio 1989                 | 1           | 2 → 1             |

## Sedicesimi di finale
| Squadra 1             | Risultato             | Squadra 2            |
| --------------------- | --------------------- | -------------------- |
| 2 agosto 1988         |                       |                      |
| (2) Sebenico          | 3 – 1                 | Rad Belgrado (1)     |
| 3 agosto 1988         |                       |                      |
| (3) Borac Travnik     | 1 – 3                 | Sarajevo (1)         |
| (3) Kabel Novi Sad    | 0 – 4                 | Budućnost (1)        |
| (2) Liria             | 0 – 0 (dts) (5-4 dtr) | Hajduk Spalato (1)   |
| (3) Lovćen            | 0 – 1                 | Partizan (1)         |
| (3) Mladost Lučani    | 0 – 3                 | Vojvodina (1)        |
| (3) Mladost Petrinja  | 3 – 5 (dts)           | Stella Rossa (1)     |
| (1) Napredak Kruševac | 3 – 1                 | Rijeka (1)           |
| (3) Maribor           | 0 – 1                 | Sloboda Tuzla (1)    |
| (1) Osijek            | 2 – 3 (dts)           | Mačva Šabac (2)      |
| (1) Radnički Niš      | 1 – 0                 | Spartak Subotica (1) |
| (3) Sileks Kratovo    | 0 – 3                 | Velež Mostar (1)     |
| (1) Željezničar       | 2 – 0                 | Priština (2)         |
| 10 agosto 1988        |                       |                      |
| (3) Rudar Ljubija     | 1 – 0                 | Vardar (1)           |
| (2) Sutjeska          | 0 – 0 (dts) (2-4 dtr) | Dinamo Zagabria (1)  |
| (2) Dinamo Vinkovci   | 1 – 0 (dts)           | Čelik Zenica (1)     |

## Ottavi di finale
| Squadra 1             | Totale          | Squadra 2           | Andata     | Ritorno    |
| --------------------- | --------------- | ------------------- | ---------- | ---------- |
|                       |                 |                     | 17.08.1988 | 31.08.1988 |
| (2) Dinamo Vinkovci   | 3 – 5           | Rudar Ljubija (3)   | 2 – 4      | 1 – 1      |
| (1) Sarajevo          | 1 – 2           | Vojvodina (1)       | 1 – 0      | 0 – 2      |
| (2) Sebenico          | 1 – 3           | Velež Mostar (1)    | 1 – 1      | 0 – 2      |
| (1) Napredak Kruševac | 0 – 2           | Mačva Šabac (2)     | 0 – 0      | 0 – 2      |
| (1) Partizan          | 5 – 1           | Budućnost (1)       | 3 – 0      | 2 – 1      |
| (1) Radnički Niš      | 1 – 1 (1-3 dtr) | Liria (2)           | 1 – 0      | 0 – 1      |
| (1) Sloboda Tuzla     | 2 – 6           | Stella Rossa (1)    | 0 – 2      | 2 – 4      |
| (1) Željezničar       | 1 – 2           | Dinamo Zagabria (1) | 1 – 1      | 0 – 1      |

## Quarti di finale
| Squadra 1         | Totale      | Squadra 2           | Andata     | Ritorno    |
| ----------------- | ----------- | ------------------- | ---------- | ---------- |
|                   |             |                     | 30.11.1988 | 21.12.1988 |
| (2) Mačva Šabac   | 2 – 2 (gfc) | Dinamo Zagabria (1) | 1 – 0      | 1 – 2      |
| (1) Partizan      | 3 – 2       | Stella Rossa (1)    | 2 – 1      | 1 – 1      |
| (3) Rudar Ljubija | 2 – 1       | Vojvodina (1)       | 2 – 1      | 0 – 0      |
| (1) Velež Mostar  | 4 – 2       | Liria (2)           | 2 – 0      | 2 – 2      |

## Semifinali
| Squadra 1        | Totale          | Squadra 2         | Andata     | Ritorno    |
| ---------------- | --------------- | ----------------- | ---------- | ---------- |
|                  |                 |                   | 08.03.1989 | 23.03.1989 |
| (1) Partizan     | 2 – 1           | Mačva Šabac (2)   | 2 – 1      | 0 – 0      |
| (1) Velež Mostar | 1 – 1 (5-3 dtr) | Rudar Ljubija (3) | 1 – 0      | 0 – 1      |

## Finale
| Arbitro: | Branko Bujić (Bar) |

|                                                                               |           |           |
| Vučićević 30’ (rig.) 34’ Milojević 52’ Vokrri 55’ Vermezović 59’ Batrović 78’ | Marcatori | 66’ Repak |

| Partizan | Velež |

| D               | 1  | Fahrudin Omerović   |     |
| D               | 2  | Borče Sredojević    |     |
| D               | 3  | Miodrag Bajović     |     |
| D               | 4  | Vladimir Vermezović |     |
| D               | 5  | Gordan Petrić       |     |
| D               | 6  | Predrag Spasić      |     |
| D               | 7  | Dragoljub Brnović   |     |
| C               | 8  | Goran Milojević     | 66’ |
| A               | 9  | Slađan Šćepović     |     |
| A               | 10 | Fadil Vokrri        |     |
| C               | 11 | Nebojša Vučićević   | 72’ |
| A disposizione: |    |                     |     |
| P               | ?  | Darko Belojević     |     |
| C               | ?  | Jovica Kolb         |     |
| C               | 14 | Bajro Župić         | 66’ |
| C               | 16 | Zoran Batrović      | 72’ |
| D               | ?  | Aleksandar Đorđević |     |
| Allenatore:     |    |                     |     |
| Momčilo Vukotić |    |                     |     |

| P               | 1  | Vukašin Petranović |     |
| D               | 2  | Mili Hadžiabdić    |     |
| D               | 3  | Ismet Šišić        | 72’ |
| D               | 4  | Ivica Barbarić     |     |
| D               | 5  | Veselin Đurasović  |     |
| D               | 6  | Ibrahim Rahimić    |     |
| C               | 7  | Zijad Repak        |     |
| C               | 8  | Zdenko Jedvaj      | 69’ |
| A               | 9  | Predrag Jurić      |     |
| C               | 10 | Anel Karabeg       |     |
| A               | 11 | Semir Tuce         |     |
| A disposizione: |    |                    |     |
| C               | 13 | Ahmed Gosto        | 72’ |
| C               | 15 | Damir Čerkić       | 69’ |
| Allenatore:     |    |                    |     |
| Žarko Barbarić  |    |                    |     |